# Hypsibius dujardini
Hypsibius dujardini är en djurart som tillhör fylumet trögkrypare, och som först beskrevs av Louis Michel François Doyère 1840.  Hypsibius dujardini ingår i släktet Hypsibius och familjen Hypsibiidae. Arten är reproducerande i Sverige. Inga underarter finns listade i Catalogue of Life.

## Bildgalleri

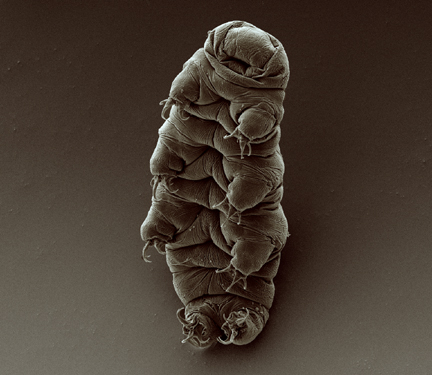
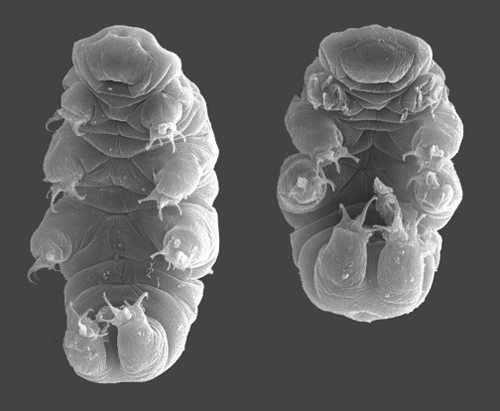
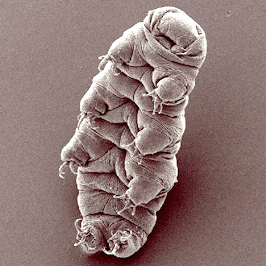
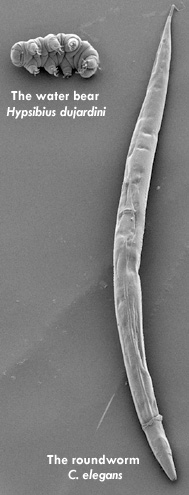